# 山元インターチェンジ
山元インターチェンジ（やまもとインターチェンジ）は、宮城県亘理郡山元町大平にある、常磐自動車道のインターチェンジ。

## 概要
角田市の最寄りインターチェンジである。当初は2010年（平成22年）9月に開通予定であったが、当IC - 亘理IC間の用地買収が早く済んだことや、同区間の常磐自動車道と交差する生活道路用のトンネルを一部建設しない事を地元が了承したことで開通が前倒し可能となり、1年前倒しの2009年（平成21年）9月12日に開通した。
仙台方面は完成4車線で、いわき方面は暫定2車線である。

## 歴史
- 2009年（平成21年）9月12日：山元IC - 亘理IC間開通に伴い、供用開始[2]。
- 2014年（平成26年）12月6日：相馬IC - 山元IC間開通[3]。

## 周辺
- 浜吉田駅（JR東日本・常磐線）
- 山下駅（JR東日本・常磐線）
- 山元町役場
- 牛橋海水浴場

## 道路
- E6 常磐自動車道（26番）

## 接続する道路
- 直接接続
  - 国道6号
  - 宮城県道272号角田山下線

## 料金所
- ブース数：4

### 入口
- ブース数：2
  - ETC専用：1
  - 一般：1

### 出口
- ブース数：2
  - ETC専用：1
  - 一般：1

## 隣
E6 常磐自動車道
(24)新地IC - (25)山元南SIC - (26)山元IC - (27)鳥の海PA/SIC - (28)亘理IC